# Pogonomyrmex badius
Флоридский муравей-жнец (лат. Pogonomyrmex badius, англ. Florida harvester ant) — жалящий вид муравьёв трибы Myrmicini из подсемейства Myrmicinae. Эндемик восточных штатов США.

## Распространение
Северная Америка: США (от Флориды до Северной Каролины и западнее до Миссисипи и Луизианы).

## Описание
Мелкие муравьи рыжевато-красного цвета (длина менее 1 см, обычно от 7 до 9 мм), внешне похожи на Myrmica и Messor. Единственный член рода с полиморфной рабочей кастой (от мелких рабочих до большеголовых солдат). Длина головы рабочих от 1,60 до 2,05 мм (ширина от 1,52 до 2,01 мм), длина скапуса усика от 1,33 до 1,56 мм. Длина головы самок от 2,66 до 2,71 мм (ширина головы от 3,15 до 3,31 мм). Под головой находится похожий на бороду псаммофор для переноски частичек песчаного грунта. Усики рабочих и самок 12-члениковые (у самцов усики из 13 сегментов).
Проподеальные шипики на заднегрудке отсутствуют. Стебелёк между грудкой и брюшком состоит из двух члеников: петиолюса и постпетиолюса (последний четко отделен от брюшка), жало развито, куколки голые (без кокона).

## Биология
Как и другие муравьи-жнецы Pogonomyrmex badius собирают семена многих видов растений, которые сохраняют в подземных камерах своих муравейников и используют как кормовой ресурс.
Эти камеры расположены на глубине от 40 до 100 см и могут содержать до 300,000 семян общим весом до половины кг.
Крылатые половые самки и самцы появляются в муравейниках в мае. Брачный лёт происходит в июне, июле, августе, сентябре и до октября (более часто с августа по сентябрь). Муравьи наиболее активны при низкой влажности (менее 55 %) и высокой температуре (35—40 °C). Колонии долгоживущие, одна из них наблюдалась как минимум 19 лет (Haack and Granovsky 1990). Семьи моногинные (содержат одну матку) (Smith and Whitman 1992) и около 5 000 муравьёв.
Обнаружено, что кастовая детерминация рабочих у этого полиандринного вида имеет генетическую основу.
В общей численности всего населения муравейника солдаты (большие рабочие) составляют около 5 %. Большеголовые крупные рабочие имеют почти в 2 раза больше овариол, чем мелкие рабочие. Рабочие и солдаты начинают самостоятельно откладывать яйца спустя примерно месяц после потери семьёй матки.
Во Флориде в гнёздах этих муравьёв обнаружен мелкий (длиной около 2 мм) мирмекофильный паук Masoncus pogonophilus Cushing, 1995 (Linyphiidae), охотящийся на коллембол и других мелких беспозвоночных. Обнаружено, что во время частых переселений муравьёв (из старого в новый муравейник), вместе с муравьями перебегают на новоселье и пауки с коллемболами.

## Генетика
Диплоидный хромосомный набор рабочих и самок 2n=32 (у самцов гаплоидный n=16).

## Жало и яд
Муравьи Pogonomyrmex badius не очень агрессивные, однако обладают сильным и ядовитым жалом, применение которого имеет болезненные последствия. Покраснение и воспаление места ужаления и жар могут сохраняться сутки. Известен, как минимум, один смертельный случай ужаления человека (гибель ребёнка в Оклахоме). В связи с этим рекомендуется избегать контакта с этими муравьями (особенно детям) и применять инсектициды, размещая их на муравьиных дорожках и у входов в муравейники.

## Биохимия феромонов
В составе различных желёз обнаружены следующие феромонные вещества:
- олеиновая кислота (СН3(СН2)7СН=СН(СН2)7СООН, или цис-9-октадеценовая кислота), феромон опознания[21]
- 4-метилгептан-3-он (C8H16O, или 4me-7-3Kt), феромон тревоги[22].

## Систематика
Pogonomyrmex badius относят к комплексу видов P. badius-complex из номинативного подрода Pogonomyrmex s.str. (триба Myrmicini). Вид был впервые описан в 1802 году французским энтомологом Пьером Андре Латрейлем (Pierre André Latreille, 1762—1833) под первоначальным названием Formica badia Latreille, 1802. В 1863 году он был перенесён в род Aphaenogaster (Roger, 1863), с 1870 находится в составе рода Pogonomyrmex (Mayr, 1870).

## Сравнение различных каст
В муравьиных семьях встречаются мелкие и крупные рабочие (солдаты), самки (матки) и самцы.

### Рабочие
- Рабочий сбоку
- Голова рабочего
- Рабочий сверху

### Солдаты
- Солдат сбоку
- Голова солдата
- Солдат сверху

### Самки
- Крылатая самка
- Голова самки
- Самка сверху

### Самцы
- Крылатый самец
- Голова самца